# Emmanuel Arago

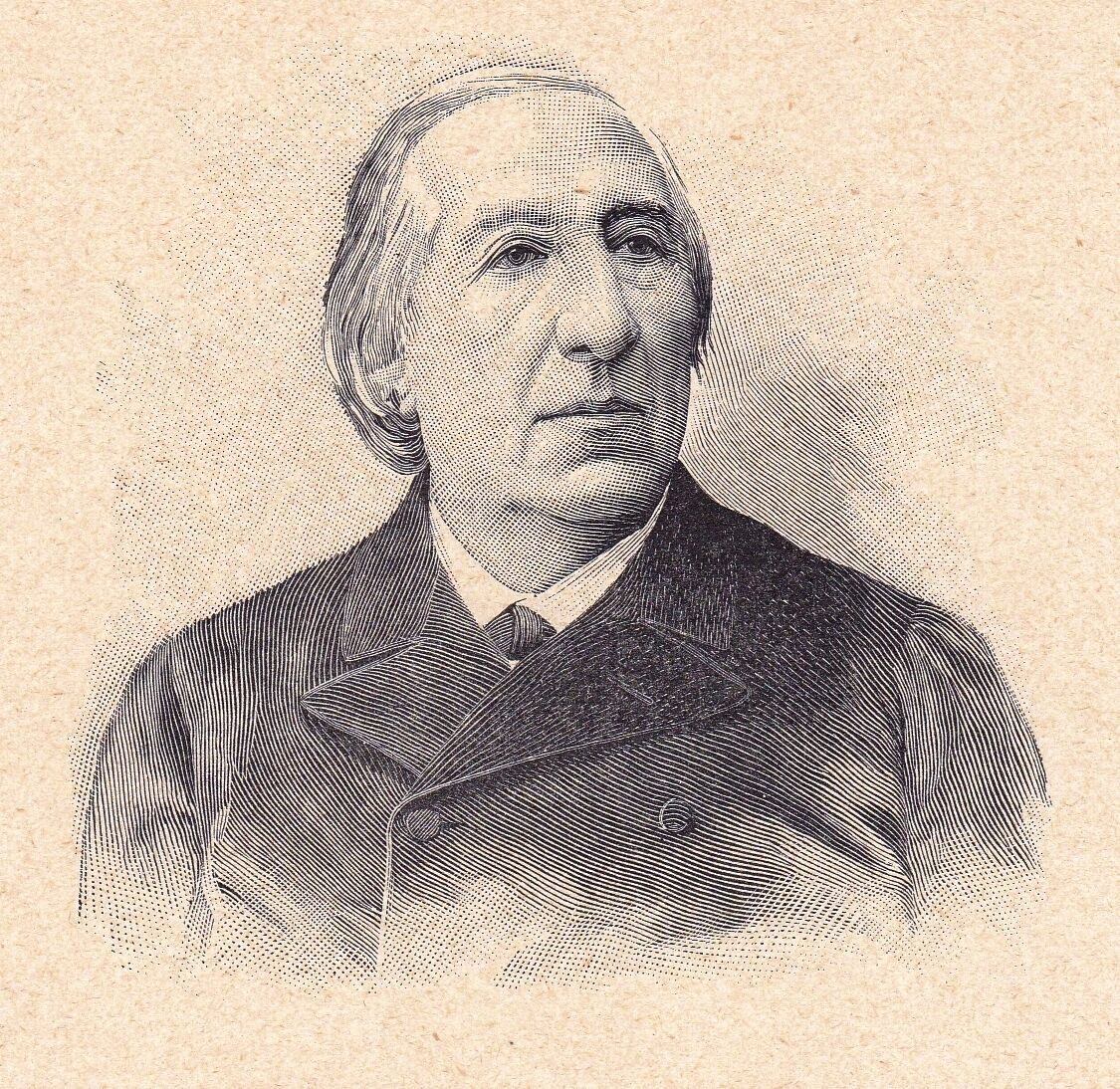
Emmanuel Arago.

Emmanuel Arago (François Victor Emmanuel Arago) (París, Francia, 6 de agosto de 1812 - París, Francia, 26 de noviembre de 1896, fue un abogado, escritor y político francés. Era hijo del científico y político François Arago, y sobrino del escritor y político Etienne Arago.

## Biografía

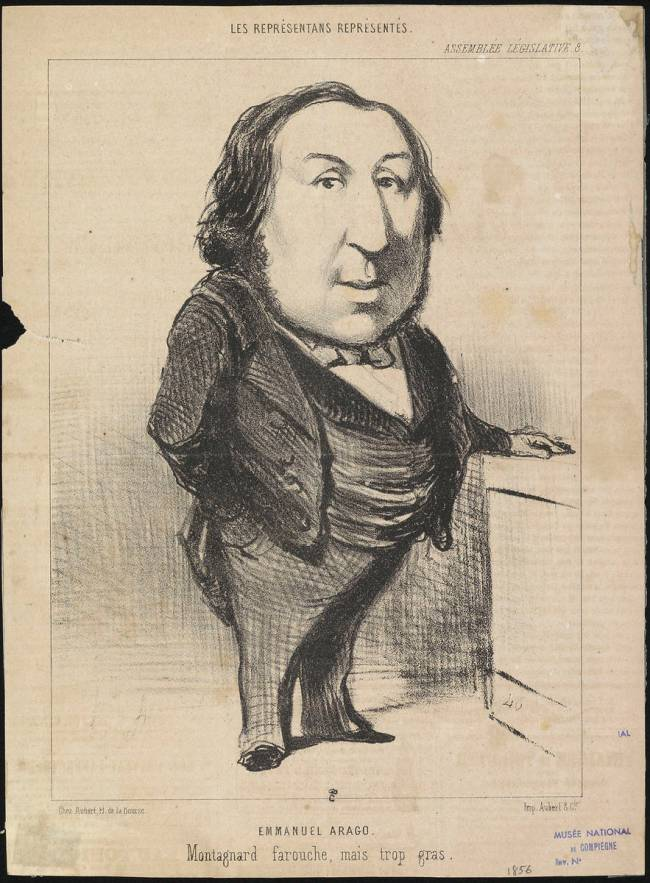
Emmanuel Arago por Honoré Daumier

Era un ferviente republicano, como su padre y sus tíos. Inició su carrera de abogado al terminar sus estudios de derecho en 1836, e intervino en algunos juicios de mucha repercusión mediática durante la Monarquía de Julio. Fue abogado, entre otros, de Armand Barbès, Martin Bernard y Ledru-Rollin.
En consonancia con su tío Etienne Arago, escribió varios vaudevilles y poemas. En su juventud, fue amante de la escritora George Sand que le introdujo en los salones parisinos.
Inició su carrera política con la llegada de la Segunda República francesa, que le nombró en marzo de 1848 comisario del gobierno provisional (prefecto) en Lyon, para el departamento del Ródano. En las elecciones generales a la Asamblea Nacional Constituyente del 23 de abril de 1848 fue elegido diputado por el departamento de los Pirineos Orientales; pasó poco por la Asamblea ya que acababa de ser nombrado para formar parte del cuerpo diplomático en Berlín. Dimitió de este cargo el 10 de diciembre de 1848 tras la elección de Luis Napoleón Bonaparte a la presidencia de la República. Se dedicó entonces a su actividad parlamentaria, alineándose con la Montaña y manteniendo una viva oposición a los monárquicos y a la política presidencialista de Luis Napoleón. Votó en contra de la ley Falloux que acordaba amplias concesiones a la Iglesia católica en el tema de la enseñanza, y en contra de la expedición militar francesa a Roma destinada a luchar contra la República Romana y restaurar la autoridad del papa Pío IX. El golpe de Estado del 2 de diciembre de 1851 le arrebató su escaño.
Retomó su carrera de abogado y se volvió a presentar en dos ocasiones a las elecciones generales, sin éxito. En noviembre de 1869 fue sin embargo elegido diputado por París, y votó en contra de la declaración de guerra a Prusia. Tras la caída del Segundo Imperio francés, Emmanuel Arago fue escogido como miembro del gobierno de defensa nacional proclamado el 4 de septiembre de 1870 en París, que se oponía a la rendición ante Prusia. Asumió las funciones de ministro de Justicia, y después de la firma del armisticio sucedió a Léon Gambetta como ministro de Interior hasta las elecciones de febrero de 1871. En éstas fue elegido diputado de los Pirineos Orientales, y pasó a presidir el grupo parlamentario de la Izquierda republicana, opuesto a la política del jefe del gobierno Adolphe Thiers.
Conservó su escaño en la Asamblea Legislativa hasta 1876, año en el que fue elegido senador de los Pirineos Orientales. Entre 1880 y 1884, compartió sus funciones en el Senado francés con un puesto de embajador en Berna ante la República Helvética. Fue senador hasta su muerte, ocurrida en 1896 en París y fue enterrado en el Cementerio del Père Lachaise.
Su hijo, Pierre Jean François Arago, fue diputado de los Alpes Marítimos.